# Asaf Jah III

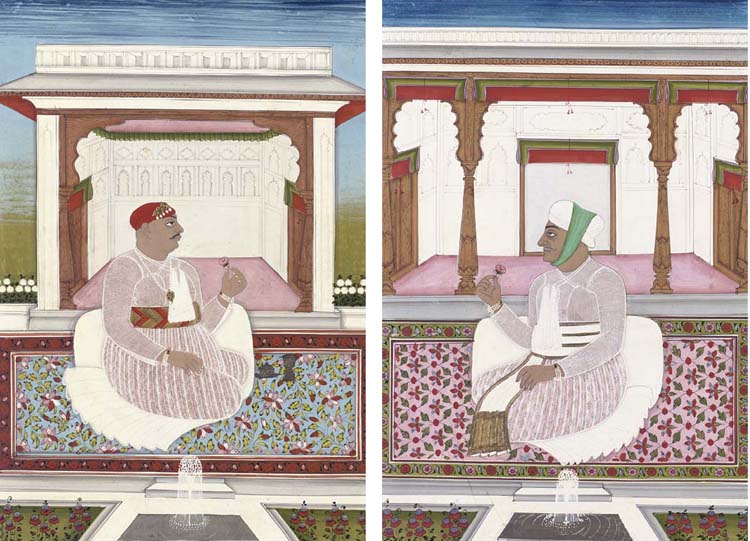
Twee miniatuurportretten van Sikander Jah, rond 1808-1816.

Akbar Ali Khan Bahadur Siddiqi Sikander Jah, Asaf Jah III (Haiderabad, 11 november 1768 - aldaar, 21 mei 1829) of Sikander Jah was nizam van Haiderabad van 1803 tot aan zijn dood. Hij volgde zijn vader nizam Ali op en werd zelf opgevolgd door zijn zoon Nasir ud-Daula. Tijdens zijn regering lag de werkelijke macht over de prinsenstaat Haiderabad in handen van de Britse resident, die zijn bevelen ontving van de gouverneur-generaal in Calcutta. Sikander Jah toonde geen belangstelling in de regering.
Sikander Jah was de tweede zoon van nizam Ali en diens vrouw Tahniat un-Nissa Begum. Zijn oudere broer had zichzelf in 1796 van het leven beroofd na een mislukte opstand tegen zijn vader. In de laatste jaren van zijn leven ging nizam Ali's gezondheid sterk achteruit. Half-verlamd en slecht in staat te spreken, tekende hij enkele verdragen met de Britse resident James Kirkpatrick, waarin hij militaire en economische beslissingen aan de Britten overliet. Ook buitenlands beleid en de benoeming van ministers kwam voortaan in Britse handen te liggen.
Nizam Ali overleed in augustus 1803, en voor de eerste keer verliep de troonswisseling in Haiderabad vlekkeloos, omdat zowel de Britse resident als de diwan (eerste minister) Aristu Jah geen belang bij het uitbreken van een opvolgingsstrijd hadden. Op 7 augustus werd Sikander Jah geïnstalleerd als nieuwe nizam. 
Aanvankelijk probeerde Sikander Jah zijn macht te doen gelden, maar al snel werd duidelijk dat hij van de in 1804 benoemde resident Henry Russell geen ruimte daarvoor kreeg. Teleurgesteld trok de nizam zich terug uit het openbare leven. Hij bemoeide zich niet meer met staatszaken en bracht zijn tijd vrijwel uitsluitend door met alcohol en in de zenana van zijn harem.
Russell stelde Chandu Lal aan als belangrijkste minister. Deze meester in de intrige zorgde ervoor dat Russells bevelen opgevolgd werden, hetgeen hem dankzij de afwezigheid van de nizam weinig moeite kostte. In ruil kon hij rekenen op Russells steun en bescherming tegen zijn vijanden. In 1812 richtte Russell een nieuwe brigade op, die net als overige Britse troepen uit de schatkist van de nizam betaald werd. Een aanzienlijk bedrag verdween echter in Russells eigen zakken. Chandu Lal zorgde ervoor dat de betalingen op tijd geschieden en een derde betrokkene, de bankier William Palmer, leende de nizam de benodigde bedragen, waarover hij een woekerrente rekende. Palmer had connecties met de Britse gouverneur-generaal Hastings, waardoor de zwendel lange tijd onbestraft kon blijven. 
Rond 1820 had de nizam een enorme schuld opgebouwd bij Palmer, grotendeels dankzij het uitkeren van ongebruikelijk hoge salarissen aan troepen waar hij geen behoefte aan had, of macht over had. Ondertussen was het soldij van de reguliere troepen maanden achterstallig. Chandu Lal had het recht op belastingwinning uitbesteed aan de hoogste bieders, en op het platteland heersten wetteloosheid en anarchie.
Russell was in 1820 gedwongen zijn functie neer te leggen, toen duidelijk werd dat zijn superieuren hem van zelfverrijking en machtsmisbruik verdachten. Met de aanstelling van Charles Metcalfe als resident in Haiderabad verbeterde de situatie enigszins. Ondanks tegenwerking van gouverneur-generaal Hastings overtuigde hij de Board of Control van de East India Company Palmer te vervolgen. Ook liet Metcalfe op het platteland Britse beambten aanstellen die voor de rechtspraak zorgden en belasting inden. Dit zorgde voor een stijging in de belastinginkomst, maar was desondanks impopulair bij de inheemse bestuurders als Chandu Lal, wiens bron van inkomsten erdoor bedreigd werd.
De dood van Sikander Jah in mei 1829 werd door vrijwel niemand betreurd. Hij werd opgevolgd door zijn oudste zoon Nasir ud-Daula, die in tegenstelling tot zijn vader belangstelling in het bestuur van zijn domeinen zou tonen.